# Рона Робертсон
Рона Сьюзен Робертсон (англ. Rhona Susan Robertson; народилася 19 липня 1970 у м. Окленді, Нова Зеландія) — новозеландська бадмінтоністка. 
Учасниця Олімпійських ігор 1992 в одиночному і парному розрядах. В одиночному розряді у першому раунді перемогла Сандру Дімбур з Франції — 2:0. У другому раунді поступилась Pornsawan Plungwech з Таїланду — 1:2. В парному розряді в першому раунді пара Рона Робертсон/Теммі Дженкінс поступилась парі Кіль Йон'а / Сім Инджон з Південної Кореї — 0:2.
Учасниця Олімпійських ігор 1996 в одиночному і парному розрядах. В одиночному розряді у другому раунді поступилась Каміллі Мартін з Данії — 0:2. В парному розряді в першому раунді пара Рона Робертсон / Теммі Дженкінс перемогла пару Деніз Жюльєн / Сі-Ен Ден з Канади — 2:0. У другому раунді поступилась парі Еліза Натанаель / Зелін Ресіана з Індонезії — 0:2.
Бронзовий призер Ігор Співдружності в одиночному розряді (1994), в парному розряді (1998), в змішаному парному розряді (2002). Учасниця Ігор Співдружності 1990.
Переможниця Croatian International в парному розряді (2002).